# 和歌山区
和歌山区（わかやまく）は、和歌山県にあった区。現在の和歌山市の中心部にあたる。

## 歴史
- 1879年（明治12年）1月10日 - 郡区町村編制法の和歌山県での施行により、名草郡・海部郡和歌山城下の区域をもって和歌山区が発足。以下の町丁が所属。

一番丁・二番丁・三番丁・四番丁・五番丁・六番丁・七番丁・八番丁・九番丁・十番丁・十一番丁・十二番丁・十三番丁・大手筋・東紺屋町・和歌村・西紺屋町一丁目・西紺屋町二丁目・南細工町・北細工町・三木町南ノ丁・三木町堀詰・船場町・屋形町一丁目・屋形町二丁目・屋形町三丁目・屋形町四丁目・屋形町五丁目・広瀬通り町一丁目・広瀬通り町二丁目・広瀬通り町三丁目・南片原一丁目・南片原二丁目・元町奉行丁一丁目・元町奉行丁二丁目・広瀬中ノ丁一丁目・広瀬中ノ丁二丁目・三木町台所町・三木町中ノ丁・山蔭町・弁財天町・谷町・蘆辺丁・下鷹匠町・上鷹匠町・大井戸丁・藪ノ丁・岡山丁・片岡町一丁目・片岡町二丁目・雑賀道・福町・卜半町・寄合町・西ノ店・板屋町・橋丁・東鍛冶屋町・西鍛冶屋町・船大工町・六軒町・元博労町・北大工町・南大工町・西大工町・万町・駿河町・本町一丁目・本町二丁目・本町三丁目・本町四丁目・米屋町・匠町・南桶屋町・中ノ店南ノ丁・中ノ店中ノ丁・中ノ店北ノ丁・元寺町一丁目・元寺町二丁目・元寺町三丁目・雑賀町・住吉町・北桶屋町・北町・新魚町・源蔵馬場一丁目・源蔵馬場二丁目・北釘貫町・畳屋町・元寺町四丁目・元寺町五丁目・西旅籠町・元寺町南ノ丁・元寺町東ノ丁・元寺町西ノ丁・元寺町北ノ丁・鍋屋町・本町五丁目・本町六丁目・本町七丁目・本町八丁目・本町九丁目・東釘貫丁一丁目・東釘貫丁二丁目・東釘貫丁三丁目・西釘貫丁一丁目・西釘貫丁二丁目・西釘貫丁三丁目・山吹丁・宇治袋町・東布経丁一丁目・東布経丁二丁目・東布経丁三丁目・東布経丁四丁目・東布経丁五丁目・東布経丁六丁目・東旅籠町・一筋目・二筋目・三筋目・四筋目・五筋目・六筋目・西布経丁一丁目・西布経丁二丁目・西布経丁三丁目・西布経丁四丁目・西布経丁五丁目・西布経丁六丁目・杉ノ馬場一丁目・杉ノ馬場二丁目・杉ノ馬場三丁目・杉ノ馬場四丁目・杉ノ馬場五丁目・徳田木丁・石橋丁・屏風丁・東蔵前ノ丁・西蔵前ノ丁・九家ノ丁・鷺ノ森・鷺ノ森堂前丁・鷺ノ森南ノ丁・鷺ノ森中ノ丁・鷺ノ森西ノ丁・鷺ノ森東ノ丁・鷺ノ森明神丁・鷺ノ森片町・鷺ノ森新道・曲尺丁・専光寺門前町・北新一丁目・北新二丁目・北新三丁目・北新四丁目・北新五丁目・北新七軒丁・北新博労町・北新戎ノ丁・北新中ノ丁・北新桶屋町・西仲間町一丁目・西仲間町二丁目・東仲間町一丁目・東仲間町二丁目・北新元金屋丁・北新金屋丁・嘉家作リ丁・鈴丸丁・畑屋敷松ヶ枝丁・畑屋敷兵庫ノ丁・畑屋敷千体仏丁・畑屋敷端ノ丁・畑屋敷西ノ丁・畑屋敷中ノ丁・畑屋敷東ノ丁・畑屋敷榎丁・畑屋敷葛屋丁・畑屋敷雁木丁・新八百屋町・新界丁・畑屋敷袋町・新大工町・木挽町・岡袋町・岡円福院西ノ丁・岡円福院東ノ丁・岡北ノ丁・岡織屋小路・畑屋敷円福院西ノ丁・畑屋敷円福院東ノ丁・畑屋敷新道丁・新雑賀町・岡林泉寺丁・南雑賀町六丁目・新通七丁目・新通五丁目・新中通六丁目・新中通・南休賀町・北休賀町・坊主町・数寄屋丁・岡南ノ町田町・北之新地分銅丁・北之新地裏田町・北之新地榎丁・北之新地上六軒丁・北之新地中六軒丁・北之新地下六軒丁・北之新地東ノ丁・北之新地一丁目・北之新地二丁目・北之新地・楠右衛門小路・蔵小路・柳丁・毛革屋丁・餌差町一丁目・餌差町二丁目・新中通一丁目・新中通二丁目・新中通三丁目・新中通四丁目・新通一丁目・新通二丁目・新通三丁目・新通四丁目・新通五丁目・南材木丁一丁目・南材木丁二丁目・南材木丁三丁目・茶屋町・橋向丁・西田中町・東田中町・西瓦町・東瓦町・同心町・中筋丁・南壱里山丁・新留丁・北壱里山丁・裏町・吹屋丁・伝法橋南之丁・湊紺屋町一丁目・湊紺屋町二丁目・湊紺屋町三丁目・湊本町一丁目・湊本町二丁目・湊本町三丁目・湊北町一丁目・湊北町二丁目・湊北町三丁目・小野町一丁目・小野町二丁目・小野町三丁目・久保丁一丁目・久保丁二丁目・久保丁三丁目・久保丁四丁目・小人町・小人町南ノ丁・道場町・男野芝丁・北汀丁・西汀丁・南汀丁・東坂ノ上丁・北坂ノ上丁・西坂ノ上丁・東長町一丁目・東長町二丁目・材木町・網屋町・上町・下町・雑賀屋町・雑賀屋町東ノ丁・有田屋町西ノ丁・有田屋町南ノ丁・有田屋町・上野町一丁目・上野町二丁目・上野町三丁目・小松原通一丁目・湊通丁北一丁目・湊通丁北二丁目・湊通丁北三丁目・湊通丁北四丁目・徒町・広道・久右衛門丁・東長町四丁目・東長町五丁目・東長町六丁目・北甚五兵衛丁・南甚五兵衛丁・駕町・北中間町・南中間町・七曲り・植松丁・西河岸丁・北牛町・西長町一丁目・西長町二丁目・西長町三丁目・西長町四丁目・北土佐丁・南土佐丁・北田辺丁・南田辺丁・加納町・北相生丁・東長町三丁目・湊通丁南一丁目・湊通丁南二丁目・湊通丁南三丁目・湊通丁南四丁目・南牛町・茶屋ノ丁・芝ノ丁・湊桶屋丁・東長町中ノ丁・東長町七丁目・東長町八丁目・東長町九丁目・東長町十丁目・東長町十一丁目・尾崎丁・南相生丁・出口甲賀丁・中ノ丁・端ノ丁・新端ノ丁・金龍寺丁・小貝丁・作事丁・洲崎丁・小松原通二丁目・小松原通三丁目・小松原通四丁目・小松原通五丁目・小松原通六丁目・小松原通七丁目・小松原通八丁目・小松原通九丁目・真砂丁一丁目・真砂丁二丁目・寺町・車坂南之丁・撞木丁・大泉寺丁・中橋筋・苫屋丁一丁目・苫屋丁二丁目・苫屋丁三丁目・玉藻町一丁目・玉藻町二丁目・北河岸一丁目・北河岸二丁目・北河岸三丁目・北河岸四丁目・北河岸五丁目・磯山丁一丁目・磯山丁二丁目・磯山丁三丁目・磯山丁四丁目・島崎丁・新堀一丁目・新堀二丁目・新堀三丁目・新堀四丁目・新堀五丁目・新堀六丁目・新堀七丁目・新堀八丁目・新堀井戸ノ丁・新堀南ノ丁一丁目・新堀南ノ丁二丁目・東徒町・中徒町・西徒町・新堀北ノ丁一丁目・新堀北ノ丁二丁目・新堀北ノ丁三丁目・新堀北ノ丁二十軒丁・新堀北ノ丁七軒丁・塩木丁・浜見丁
- 1879年（明治12年）2月10日 - 区庁を開庁。
- 1889年（明治22年）4月1日 - 市制の施行により、和歌山区の区域をもって和歌山市が発足。同日和歌山区廃止。

## 行政

### 歴代区長
| 和歌山区長 |                            |                                |        |                |                |
| 代         | 氏名                       | 在職期間                       | 出身地 | 学職歴         | 備考           |
| 1          | 渡辺鉄心 わたなべ てっしん | 1879年1月20日 - 1883年11月15日 |        |                | 日高郡長転出   |
| -          | 小山漸 こやま すすむ       | 1883年11月15日 - 12月7日       |        | 和歌山区書記官 | 和歌山区長心得 |
| 2          | 長屋喜弥太 ながや きやた   | 1883年12月7日 - 1889年3月31日  | 紀州藩 | 歩兵少佐       | 初代和歌山市長 |